# Maximiano Fernández del Rincón y Soto Dávila
Maximiano Fernández del Rincón y Soto Dávila (1835-1907) fue obispo de las diócesis de Teruel-Albarracín (1891-94) y Guadix-Baza (1894-1907), cofundador de la Congregación de Hermanas de la Presentación de la Virgen María, de Granada y senador por el arzobispado de Granada.
Nació en Jaén el 21 de agosto de 1835. Al terminar el bachillerato superior en Jaén con premio extraordinario por su expediente académico, ingresó en el seminario de San Felipe Neri de Baeza (Jaén ) a los diecisiete años de edad. Ordenado sacerdote a los veinticuatro comenzó su ministerio desempeñando labores docentes en el mismo centro en que se había formado, lugar en que también actuó como profesor de varias materias, director espiritual, vicerrector y finalmente como rector.  
A los treinta y un años tomó posesión de la parroquia del Sagrario de Jaén, ciudad en la que fundó y desde la que dirigió la revista Fe Católica a través de la cual contribuyó a divulgar las sesiones del concilio Vaticano I. 
Más tarde se trasladó a Granada, donde residió durante veinte años como canónigo lectoral y profesor del seminario a título de doctor en Teología y Derecho Canónico. Estando en esta ciudad fundó, en 1880, la Congregación de Hermanas de la Presentación en colaboración con la también baezana Madre Teresa de la Asunción Martínez y Galindo. 
En 1891 fue consagrado obispo de Teruel, desempeñando allí su ministerio hasta 1894, año en que fue trasladado como pastor a la diócesis de Guadix-Baza, ciudad en la que falleció durante el ejercicio de su pontificado el 24 de julio de 1907. 